# Knautia byzantina
Knautia byzantina är en tvåhjärtbladig växtart som beskrevs av Karl Fritsch. Knautia byzantina ingår i släktet åkerväddar, och familjen Dipsacaceae. Inga underarter finns listade i Catalogue of Life.